# Føroya Fólkaháskúli
Føroya Fólkaháskúli (dansk: Færøernes Folkehøjskole) blev grundlagt i 1899 og er Færøernes eneste folkehøjskole.
Grundlæggerne var Símun av Skarði, hans hustru Sanna av Skarði, hans søster Anna Suffía Rasmussen og hendes mand Rasmus Rasmussen.
Føroya Fólkaháskúli begyndte vinteren 1899 i foreløbige lokaler i Klaksvík. Det var den første skole på Færøerene, der underviste på færøsk, og skolen havde en central rolle i tiden efter Julemødet 1888, som førte til, at det færøske sprog senere blev anerkendt.
Folkehøjskolen flyttede i 1909 til Tórshavn. Símun av Skarði var indtil sin død i 1942 skolens rektor.

## Historie
Folkehøjskoleideen var baseret i den begyndende demokratiske udvikling i Danmark efter 1848. Grundlæggeren af de danske højskoler N.F.S. Grundtvig mente at folket skulle kende deres deres egen historie og kultur.
Siden 1870erne havde mange unge færinger besøgt de danske folkehøjskoler. Ikke kun færinger men også repræsentanter fra den danske højskolebevægelse, havde forståelse for den nationale vækkelse på Færøerne. De vidste, at skulle det færøske sprog og kultur overleve, var det nødvendigt at grundlægge en folkehøjskole.
Føroya Fólkaháskúli startede vinteren 1899 i foreløbige lokaler i Klaksvík. Samme år påbegyndtes opførelsen af højskolen ved en naturskøn kyststrækning vest for Klaksvík og den 28. november begyndte det nye hold. Den økonomiske situation var yderst vanskelig, men ideen havde bred støtte i befolkningen og der blev samlet penge ind over hele landet.
Der var ingen vejforbindelse til skolen og det viste sig hurtigt at det var uprakraktisk at have skolen på et så afsides sted. I 1909 blev bygningen taget ned og opført vest for Tórshavn. Byen er vokset og Færøernes Folkehøjskole står nu midt i byen. Fra 1950-60'erne er skolen blevet udvidet, og den har fået rummelig spisesal, køkken, gymnastiksal og tidssvarende værelser. I 1980'erne blev skolen yderligere udvidet med to nabobygninger.
Føroya Fólkaháskúli har haft stor betydning for den færøske folkelige identitet. De første tre årtier var skolen det eneste sted, hvor folket kunne få grundig undervisning i færøsk sprog, litteratur og historie, og her holdt man gudstjenester på færøsk med færøske salmer.

## Skolen i nutiden
Det lange kursus varer fra januar til juni. Der undervises i historie, samfundslære, litteratur, færøsk, filosofi, musik, sang, teater, fotografi, maleri, madlavning, vævning, keramik-, og metal-og træsløjd. Der er ansat fire faste lærere plus gæstelærere, og undervisningssproget er færøsk. Hvis der er udenlandske elever, undervises der også i de skandinaviske sprog eller på engelsk. En årgang har i gennemsnit 25-30 elever. Det færøske landstyre giver et tilskud til eleverne, der i 2010 lå på knap halvdelen af udgiften til et halvt års kostskoleophold.
I august afholdes der forskellige inviduelle kurser som kan vare fra en til syv uger.

## Rektorer
- Hedvig Westerlund-Kapnas  2019 –
- Annfinnur Heinesen 2014 – 2019
- Rói Patursson 1988 – 2014
- Thorben Johannesen 1980 – 1988[1]
- Steinbjørn B. Jacobsen 1970 – 1980
- Marius Johannesen 1953 – 1970
- Jóhannes av Skarði 1942 – 1953
- Símun av Skarði 1899 – 1942

## Ekstern henvisning
- Skolens hjemmeside Arkiveret 1. november 2017 hos  Wayback Machine

62°00′16.9″N 6°46′46.1″V / 62.004694°N 6.779472°V